# Roel Paulissen
Roel Paulissen (nascido em 27 de abril de 1976) é um atleta profissional belga que compete no ciclismo de montanha em corridas de cross-country.
Conquistou uma medalha de bronze no Campeonato Mundial de MTB de 2003 e duas medalhas de bronze no Campeonato Europeu de MTB em 2000 e 2002. Competiu representando seu país, Bélgica, em quatro edições dos Jogos Olímpicos, começando em 1996.

## Palmarés internacional
| Campeonato Mundial | Campeonato Mundial                     | Campeonato Mundial | Campeonato Mundial |
| Ano                | Local                                  | Medalha            | Competição         |
| ------------------ | -------------------------------------- | ------------------ | ------------------ |
| 2003               | Lugano ( Suíça )                       | 3                  | Cross-country      |
| Campeonato Europeu |                                        |                    |                    |
| Ano                | Local                                  | Medalha            | Competição         |
| 2000               | Rhenen ( Países Baixos) Vars ( França) | 3                  | Cross-country      |
| 2002               | Zúrich ( Suíça )                       | 3                  | Cross-country      |